# Station 19
Station 19 är en amerikansk romantisk thriller- och dramaserie som hade premiär den 22 mars 2018. Serien är skapad av Shonda Rhimes, Stacy McKee och Betsey Beers. Serien, vars sjunde och sista säsong, hade premiär den 13 mars 2024 är en spinoff av Grey's Anatomy som hade premiär 2005. Totalt sändes 105 avsnitt av serien.

## Handling
Serien kretsar kring personalen på brandstation19 i Seattle, Washington.

## Rollista (i urval)
- Jaina Lee Ortiz - Andrea "Andy" Herrera
- Jason George - Dr. Benjamin "Ben" Warren
- Grey Damon - Jack Gibson.
- Barrett Doss - Victoria "Vic" Hughes
- Alberto Frezza - Ryan Tanner
- Jay Hayden - Travis Montgomery
- Okieriete Onaodowan - Dean Miller
- Danielle Savre - Maya Bishop
- Miguel Sandoval - Pruitt Herrera
- Brett Tucker - Lucas Ripley
- Brenda Song - JJ
- Dermot Mulroney - Greg Tanner